# HMS Agincourt (1796)
HMS Agincourt — английский 64-пушечный линейный корабль третьего ранга. Спущен в Лондоне 23 июля 1796 года на верфи Blackwall Yard. Первый корабль Королевского флота, названный в честь победы англичан над французами в битве при Азенкуре.
Построен по заказу Ост-Индской компании, спущен на воду как Earl Talbot. В 1796 году выкуплен Королевским флотом и переименован в HMS Agincourt. За пузатый корпус, неважный ход и неповоротливость бывшие ост-индцы на флоте получили прозвище «чайно-сахарных» (англ. Tea and sugar ships).
11 октября 1797 был при Кампердауне.
В 1809 году выведен в отстой. В 1812 году  переименован в HMS Bristol и превращён в плавучую тюрьму. Отправлен на слом и разобран в 1814.